# Ceru-Băcăinți (gmina)
Ceru-Băcăinți – gmina w Rumunii, w okręgu Alba. Obejmuje miejscowości Bolovănești, Bulbuc, Ceru-Băcăinți, Cucuta, Curpeni, Dumbrăvița, Fântânele, Groși, Valea Mare i  Viezuri. W 2011 roku liczyła 269 mieszkańców. 